# 김민서 (경매사)
김민서(1978년 ~ )는 대한민국의 MC, 경매사이다. 서울시립대학교 환경조각학 학사, 단국대학교 대학원 석사학위를 취득했으며, 더 벙커의 경매사나 각종 미술품 경매 등 여러 경매 활동을 하고 있는 중이다. 현재 다원엔터테인먼트 소속이다.

## 출연작
- 예능
  - 아이디어 하우머치
  - 더 지니어스: 게임의 법칙
  - 연애정산쇼 러브옥션
  - 더 벙커 시즌 3, 4, 5
  - 1박2일

- 드라마
  - 《전설의 마녀》 (2014년~2015년, MBC) - 경매사 역
  - 《닥터 로이어》 (2022년, MBC) - 경매사 역